# Maxime Mokom

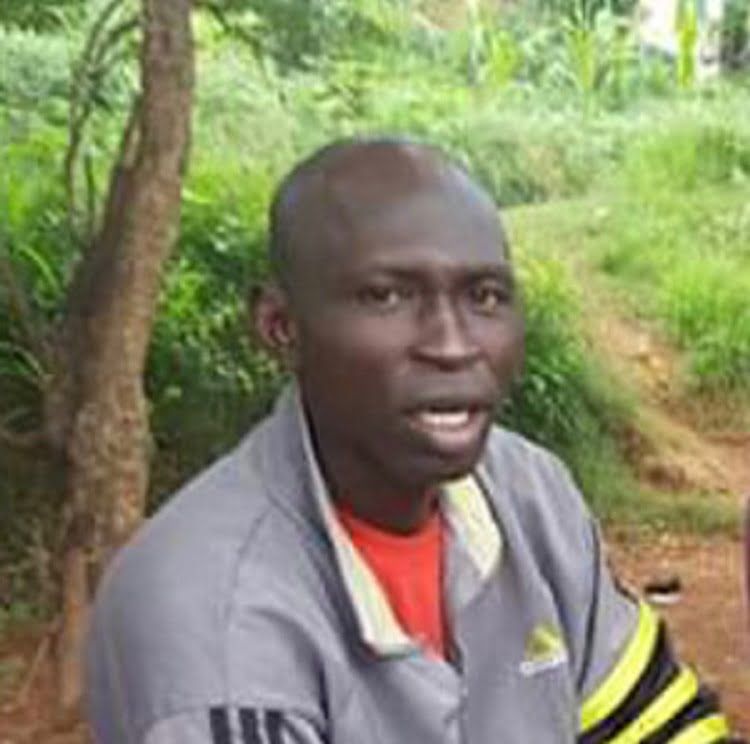

Maxime Jeoffroy Eli Mokom Gawaka é ex-ministro do desarmamento da República Centro-Africana e líder do anti-balaka, preso em 2022 por seus crimes de guerra.

## Vida
Mokom nasceu em 30 de dezembro de 1978. Em 2013, foi um dos cofundadores do movimento militante anti-balaka. De 2013 a 2014 cometeu múltiplos crimes de guerra. Em 10 de dezembro de 2018, foi indiciado publicamente pelo Tribunal Penal Internacional por assassinato, extermínio, deportação ou transferência forçada e deslocamento de população civil, aprisionamento ou outra privação grave de liberdade física, tortura, perseguição, desaparecimento forçado de pessoas, mutilação, direcionar intencionalmente ataques contra a população civil, direcionar intencionalmente ataques contra edifícios dedicados à religião, pilhagem, alistamento de menores de 15 anos e destruição de bens do adversário.
Em 15 de dezembro de 2020, juntou-se à Coalizão de Patriotas pela Mudança, liderada pelo ex-presidente François Bozizé. Ele ordenou que os combatentes anti-balaka atacassem Bangui em janeiro de 2021. Em julho de 2021, fugiu para N'Djamena, no Chade. Em 14 de março de 2022, foi entregue ao Tribunal Penal Internacional pelas autoridades chadianas e transferido para Haia.